# 惠特妮·波斯特
惠特妮·波斯特（英語：Whitney Post，1973年6月25日—），美国女子赛艇运动员。她曾代表美国参加世界赛艇锦标赛，获得一枚金牌和一枚铜牌，均来自女子轻量级四人单桨无舵手项目。